# Caminada Riudoms-La Mola-Riudoms
La caminada Riudoms-La Mola-Riudoms és una caminada de resistència no competitiva organitzada pel Centre d'Estudis Riudomencs Arnau de Palomar (CERAP), que forma part del Circuit Català de Caminades de Resistència (CCCR) de la Federació d'Entitats Excursionistes de Catalunya (FEEC).
El Centre d'Estudis Riudomencs Arnau de Palomar (CERAP) començà a organitzar la caminada Riudoms-La Mola-Riudoms l'any 2003. El recorregut té un format circular de 56,7 quilòmetres, amb un desnivell acumulat de 3.422 metres, i, amb sortida i arribada a la vila de Riudoms, passa per pobles i llocs emblemàtics del Baix Camp com Montbrió del Camp, Riudecanyes, Duesaigües, Castell d'Escornalbou, Respirador del Túnel, L'Argentera, Portell del Peiró, Parc Eòlic de la Serra de L'Argentera, Coll Roig, la Mola de Colldejou, Coll del Guix, Colldejou, Barranc de l'Areny, Ermita de la Mare de Déu de la Roca, Mont-Roig del Camp o L'Arbocet.